# Hörstel
Hörstel – miasto w Niemczech, położone w kraju związkowym Nadrenia Północna-Westfalia, w rejencji Münster, w powiecie Steinfurt. W 2010 roku liczyło 19 883 mieszkańców.

## Współpraca
Miejscowości partnerskie:
- Dalfsen, Holandia
- Lunzenau, Saksonia
- Malaty, Litwa
- Waltham Abbey, Anglia